# Cylindromyia rubida
Cylindromyia rubida là một loài ruồi trong họ Tachinidae.